# Hemiphractidae
Hemiphractidae é uma família de anfíbios da ordem Anura das Américas Central e do Sul. O grupo era considerado como uma subfamília da Hylidae, entretanto, análises recentes demonstram que o clado deve ser considerado uma família distinta. Alguns pesquisadores consideram que o grupo possa ser polifilético, dividindo-o em três família distintas, Amphignathodontidae (Flectonotus e Gastrotheca), Cryptobatrachidae (Cryptobatrachus e Stefania), e Hemiphractidae sensu stricto (Hemiphractus), entretanto, outros pesquisadores consideram a Hemiphractidae sensu lato monofilética.